# 龍潭

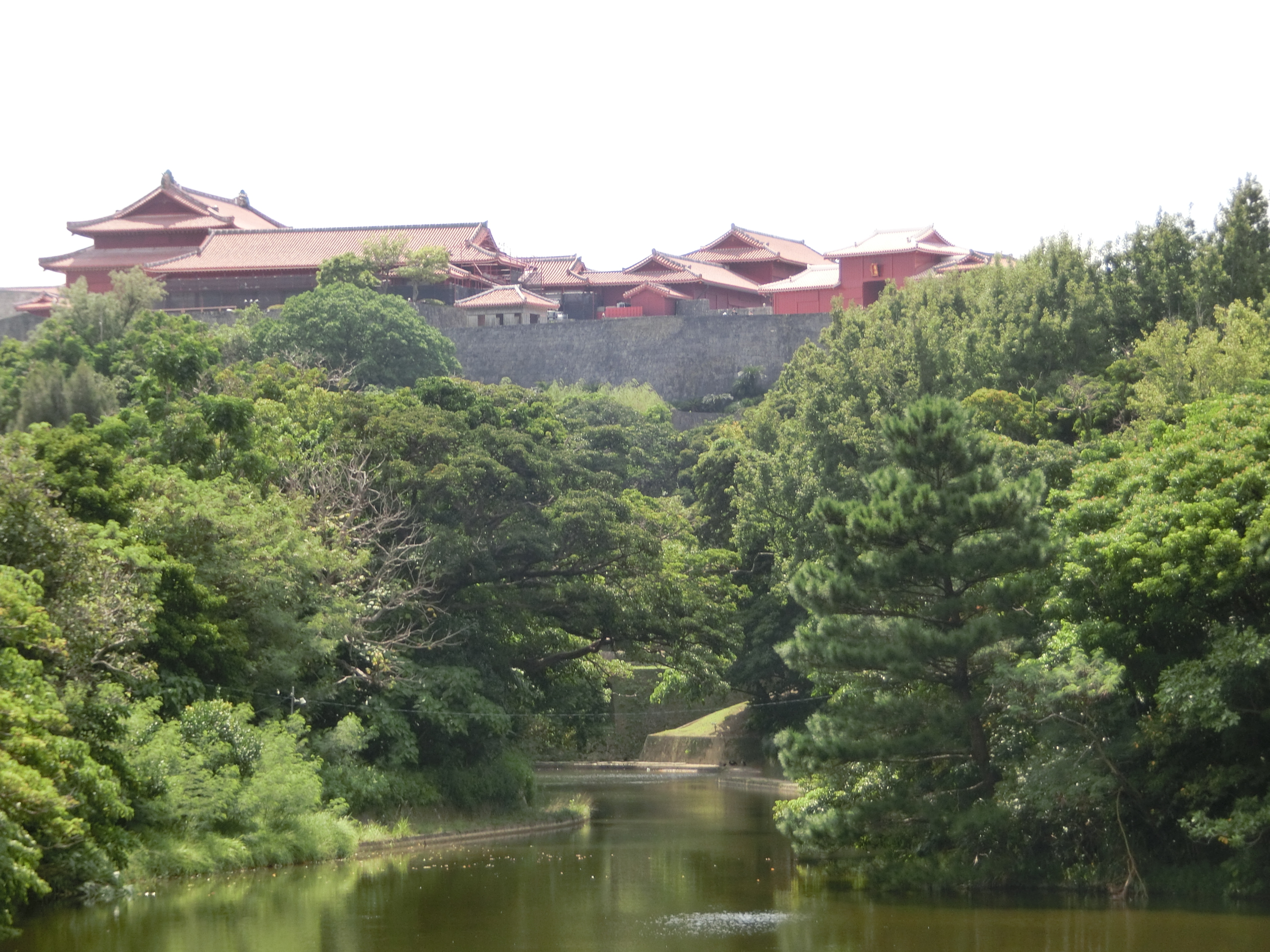
龍潭と首里城

龍潭（りゅうたん）は、沖縄県那覇市にある池。魚小堀（イユグムイ）とも呼ばれる。

## 概要
1427年、琉球王国の第一尚氏王統・第2代尚巴志王の命により、国相懐機が作庭したといわれる人工の池である。魚が多く住み、魚小堀（イユグムイ）とも呼ばれる。作庭のきっかけは、1425年、来琉した冊封使が尚巴志王に首里城北に作庭するように勧めたこととされる。尚巴志王は懐機を明へ派遣して、中国各地の池を調査、帰国後作庭に着手した。

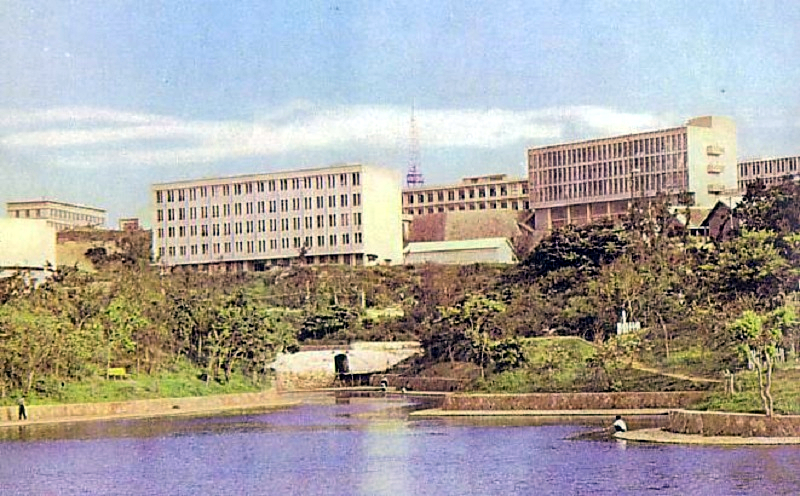
琉球大学が置かれていた頃（1960年代）の首里城跡とその手前の龍潭

「安国山樹華木之記碑」（1427年）によれば、池の周囲に各国の美しい花々が植えられ、池には魚が泳ぎ、水面には首里城が映って、琉球第一の名勝地であったという。掘った土は龍潭西岸に盛って木々を植え安国山を築造した。龍潭では、その後冊封使が来琉した折には、池に龍船を浮かべ船遊びの歓待の宴が行われた。
1604年に第一回の浚渫が行われ、その後も何度か浚渫が行われた。